# Julien Chanoine
Pour les articles homonymes, voir Chanoine (homonymie).
Charles Paul Jules Chanoine dit Julien Chanoine est un officier et explorateur français. Né à Paris (9e) le 18 décembre 1870, mort à Mayjirgui (Soudan Central, aujourd'hui au Niger) le 16 juillet 1899, il est le fils aîné du général Jules Chanoine, qui fut ministre de la guerre en 1898, et frère du général Jacques Chanoine, mort pour la France en 1944. Il est également un petit-fils du général Charles-Auguste Frossard, gouverneur du prince impérial en 1868, vaincu par les armées prussiennes à la bataille de Forbach-Spicheren le 6 août 1870.
Il est le commandant en second de la mission coloniale Voulet - Chanoine, dirigée par le capitaine Voulet. Après de nombreuses atrocités contre les populations du Soudan (Niger), les deux capitaines de la mission tuent le 14 juillet 1899 l'officier supérieur français venu les relever. Le capitaine Chanoine est tué deux jours plus tard par ses propres tirailleurs.

## Biographie

### Un début de carrière prometteur
Julien Chanoine, élève à l'École militaire de Saint-Cyr (1888-1890, promotion du Grand Triomphe), opte pour la cavalerie. 
Volontaire pour le Soudan, il embarque en 1895 ; se distinguant dans la colonne du Dakol et au combat de Sangha en particulier (juin 1896), il est inscrit d’office au tableau d’avancement de capitaine de 1896. 
Second du lieutenant Paul Voulet, il s’illustre dans la conquête du Royaume Mossi (juillet 1896 à février 1897 ainsi que dans la prise de Ouagadougou le 1er septembre 1896) et, seul, dans celle du Gourounsi (mars à avril 1897).
À cette occasion, il effectue de nombreux relevés et travaux topographiques (cette région est alors inexplorée) qui lui valent des concerts d'éloges et plusieurs prix de sociétés de géographie.

### La mission Voulet - Chanoine

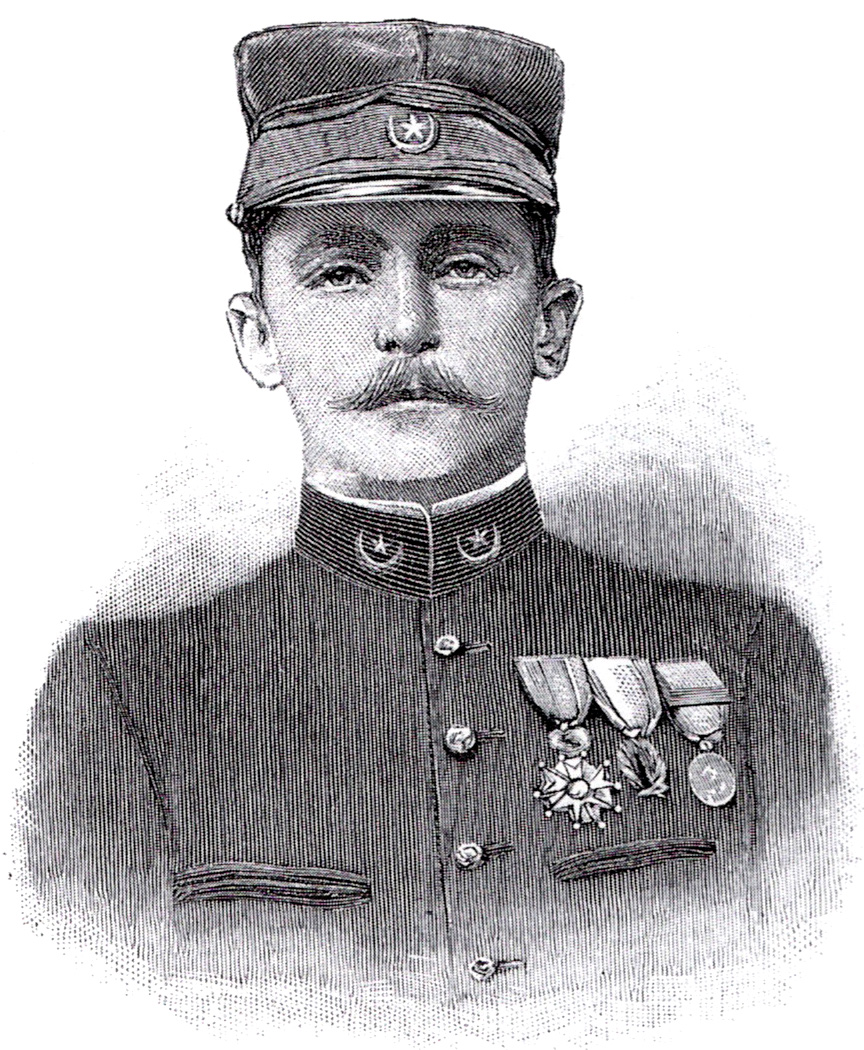
Le capitaine Julien Chanoine (gravure parue en une du journal L'Illustration no 2948, samedi 26 août 1899).

En 1898, avec le capitaine Paul Voulet dont il est toujours le second, il met sur pied une mission en Afrique centrale qui a pour objectif de rejoindre par l’ouest le lac Tchad (en partant du Sénégal) où doit s’opérer la jonction avec les missions Foureau–Lamy (venant du sud algérien) et Gentil (par le Congo et le Chari).
Les moyens accordés ne sont pas à la hauteur des besoins de la mission[réf. nécessaire]. Aussi ses chefs se débrouillent-ils pour les étoffer avec les moyens du bord. Ils renforcent leur colonne en recrutant de nombreux auxiliaires tout en comptant vivre sur le pays, pratique courante au Soudan. Or, à l’est du fleuve Niger, le contexte est totalement différent et ne permet pas de recourir à de tels expédients ; les populations rencontrées sont agressées, avec des massacres et des atrocités diverses.
Les rumeurs d’exactions graves parvenant jusqu’au ministère des colonies, celui-ci décide de relever les deux officiers de leur commandement ; en fin de séjour au Soudan, le lieutenant-colonel Arsène Klobb, de passage à Kayes, est désigné pour remplir cette tâche. 
À marches forcées, il réussit à rejoindre la colonne Voulet-Chanoine près de Zinder. Les circonstances de la rencontre demeurent mal éclaircies. Le 14 juillet 1899, Voulet fait ouvrir le feu contre le lieutenant-colonel Klobb, qui est tué, après que les deux capitaines ont momentanément écarté les autres officiers. Les deux chefs de la mission sont eux-mêmes abattus par leurs propres troupes le 16 et le 17 juillet et inhumés sur place.

### Postérité et légende
En 1923, un jeune administrateur colonial, Robert Delavignette, fait ouvrir les tombes des deux capitaines et les trouve vides. Une légende prétend que Chanoine aurait pu fuir avec une poignée de spahis[réf. nécessaire], devenant ensuite le mythique « émir blanc du Tibesti ». En 1916 et en 1917, ce personnage aurait empêché le soulèvement des tribus touareg, permettant ainsi à ces contrées de demeurer sous l’influence de la France ; le supposé émir serait mort en 1921.

## Décorations
- Chevalier de la Légion d'honneur (28 juillet 1897)[4]
- Officier d'académie (1897)[4]
- Médaille coloniale

## Filmographie
- Capitaines des ténèbres, de Serge Moati, diffusé le 28 avril 2006 sur Arte ainsi que les 19 et 29 mars 2007 sur TV5MONDE.
- Blancs de mémoire, documentaire de Manuel Gasquet (2004), qui recherche les traces du passage de la mission encore présentes dans les populations du Niger.